# Pelobatrachus stejnegeri
Pelobatrachus stejnegeri (лат.) — вид земноводных семейства рогатых чесночниц. Является эндемиком Филиппин. Его естественная среда обитания — субтропические или тропические влажные равнинные леса, субтропические или тропические влажные горные леса, реки и пересыхающие реки. Ему угрожает потеря среды обитания.

## Таксономия
Ранее отнесенный к роду Megophrys, в 2021 году он был переведен в род Pelobatrachus.

## Среда обитания
Pelobatrachus stejnegeri встречается только на острове Минданао на Филиппинах. Чаще всего его можно найти возле источника пресной воды, когда он может откладывать яйца, или в густом подлеске, опавших листьях или других упавших предметах, покрывающих землю. Климат экорегиона влажный тропический, температура и количество осадков зависят от высоты над уровнем моря, которая достигает 2700 метров. Растительность в этой области состоит из холмистых диптерокарповых лесов, нижних и верхних горных лесов, стлановых лесов (мшистых лесов) и вершинных лугов. В этом районе также бывают сезоны дождей и частые муссоны. Июнь-октябрь — это сезон муссонов и дождей в этом районе, а в декабре — мае дуют «пассаты», которые приносят мало осадков, из-за чего лягушкам становится сложнее найти подходящие влажные места для размножения.

## Питание
На рацион Pelobatrachus stejnegeri влияет ее среда обитания — леса Минданао. Она поедает большинство насекомых, обитающих на Минданао, а также улиток, пауков, червей и иногда лягушек, которые меньше ее самой.

## Угрозы
Pelobatrachus stejnegeri в настоящее время считается видом вне опасности, хотя ее ареал довольно сильно фрагментирован; он занимает площадь менее 20 000 км² и постоянно сокращается из-за вырубки лесов. Основную угрозу для лягушек представляют люди. Утрата среды обитания лягушек в низинных лесах из-за вырубки леса заставляет лягушек конкурировать за пищу, воду и место для жизни. Кроме того, загрязнение, вызванное сельскохозяйственной и шахтерской деятельностью человека в этом районе, приводит к загрязнению горных ручьев и рек, в результате чего лягушкам остается меньше мест для размножения и развития головастиков. На острове Минданао и вокруг него обитает множество других видов животных. В этом районе обитает более тридцати четырех видов птиц, из которых более половины, такие как совка Otus mirus, филиппинский филин и зимородок Actenoides hombroni, охотятся на Pelobatrachus stejnegeri. Помимо птиц, на лягушку и ее головастиков охотятся и другие животные, такие как змеи и рыбы, а домашние животные, такие как кошки и собаки, также представляют угрозу.